# Pietro Badoglio
Pietro Badoglio (Grazzano Monferrato, 28. rujna 1871. – Grazzano Monferrato, 1. studenog 1951.), talijanski vojskovođa i političar. 
Za vrijeme Prvog svjetskog rata bio je zapovjednik talijanskog 27. korpusa. Pretrpio težak poraz u bitci kod Kobarida u listopadu 1917. godine. U studenome 1919. komesar za Julijsku krajinu. Godine 1919. – 1921. načelnik Vrhovnog stožera. Naslov maršala dobiva 1926. godine. Generalni guverner Libije 1928. – 1935. godine. Glavni zapovjednik u ratu protiv Etiopije 1935., te potkralj Etiopije od 1936. godine.
Na početku Drugog svjetskog rata načelnik Vrhovnog stožera. Suprotstavljao se ulasku Italije u rat. Nakon poraza talijanske vojske u Grčkoj podnosi ostavku. 
Bio je vođa državnog udara kojim je 25. srpnja 1943. srušen Benito Mussolini. Nakon toga sastavlja vladu, koja je 3. rujna 1943. tajno potpisala primirje, a pet dana kasnije i bezuvjetnu kapitulaciju Italije. Ubrzo kao dugogodišnji Mussolinijev suradnik i krivac za rat gubi političku podršku, te napušta vladu 10. lipnja 1944. godine.